# هیرشباخ (بایرن)
هیرشباخ (به آلمانی: Hirschbach) یک شهر در آلمان است که در امبرگ-سولزباخ واقع شده‌است.